# Bonus Fat
Bonus Fat è una raccolta pubblicata dalla punk band californiana Descendents, edita nel 1985 dalla New Alliance Records contenente il primo EP della band, Fat; il brano "Global Probing", pubblicato su una compilation dal titolo "Chunks" di vari artisti, pubblicata dalla New Alliance Records nel 1981; e il primo singolo, Ride the Wild/It's a Hectic World.

## Tracce
1. My Dad Sucks – 0:36
2. Mr.Bass – 2:06
3. I Like Food – 0:17
4. Hey Hey – 1:33
5. Weinerschnitzel – 0:11
6. Global Probing – 1:07
7. Ride the Wild – 2:30
8. It's a Hectic World – 1:34

## Formazione
- Milo Aukerman - voce
- Bill Stevenson - batteria
- Frank Navetta - chitarra
- Tony Lombardo - basso